# Берш (река)
Берш — река на полуострове Камчатка в России. Протекает по территории Мильковского района Камчатского края. Длина реки — 23 км.
Начинается на западном склоне горы Оленьей (1079,6 метров). Течёт параллельно реке Правая Камчатка, затем — Камчатке в общем северном направлении. Местность лесистая, основная древесная порода — берёза. По водоразделу Берша и Камчатки проходит автодорога Елизово-Мильково. Впадает в реку Камчатка справа на расстоянии 690 км от её устья, к западу от села Пущино.
По данным государственного водного реестра России относится к Анадыро-Колымскому бассейновому округу. Код водного объекта — 19070000112120000012775.
Имеет правый приток — реку Кашкан.